# بید سفید
بید سفید یا فک (نام علمی: Salix alba) گونه‌ای از درخت بید است که در شمال آفریقا، اروپا، آناتولی، عراق، ایران، افغانستان، قفقاز و سیبری می‌روید.
بید سفید در ایران در استان‌های چهارمحال و بختیاری، کردستان، کرمانشاه، همدان، لرستان، تهران و آذربایجان غربی می‌روید.

## ویژگی‌ها

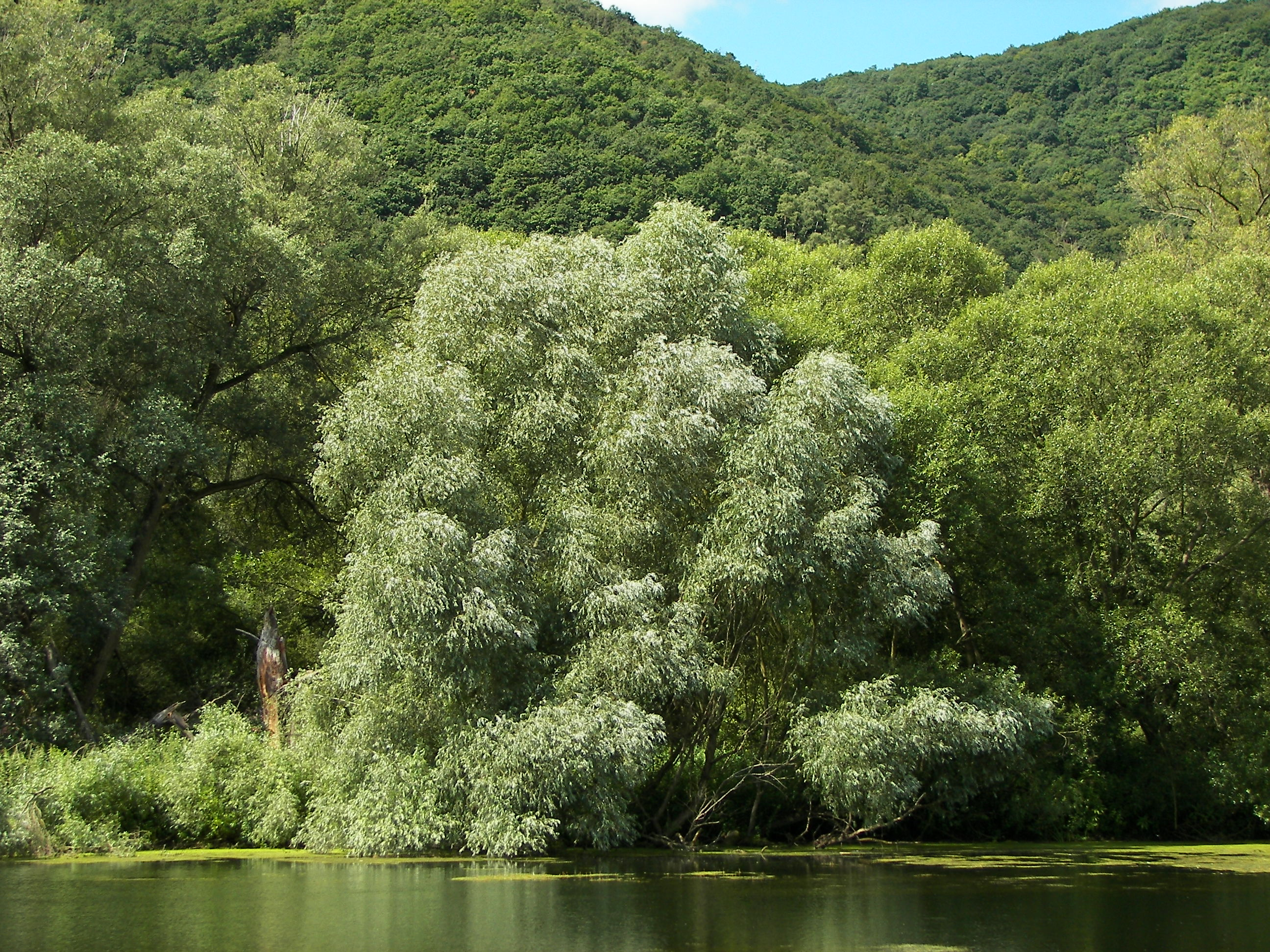
بید سفید در کناره رودخانه، آلمان.

درختی به ارتفاع ۲۵–۳۰ متر که شاخه‌های آن اغلب نازک، گاهی واژگون و اغلب به رنگ قهوه‌ای مایل به قرمزند. شاخه‌چه‌های جوان آن کم‌وبیش کرک‌های فشرده‌ای دارند. گوشواره‌ها سرنیزه‌ای باریک یا درفشی، سریعاً ریزان هستند. دمبرگ‌ها روی سطح فوقانی شیاردار هستند. گل‌آذین دمگل آذین برگچه‌دار دارد.

## کاربرد
چوب بید سفید، محکم و سبک است. از زغال آن در ساخت باروت استفاده می‌شود. به دلیل سبکی و مقاومت برشی اندک، به راحتی خم می‌شود؛ بنابراین برای ساختن سبدهای چوبی به‌کار می‌رود.